# Townsendia albomacula
Townsendia albomacula är en tvåvingeart som beskrevs av Martin 1966. Townsendia albomacula ingår i släktet Townsendia och familjen rovflugor. Inga underarter finns listade i Catalogue of Life.